# Chloroclysta subapennina
Chloroclysta subapennina är en fjärilsart som beskrevs av Alexandre Constant 1926. Chloroclysta subapennina ingår i släktet Chloroclysta och familjen mätare. Inga underarter finns listade i Catalogue of Life.